# Pablo Bellini
Pablo Miguel Bellini (Buenos Aires, 2 de abril de 1974) é um ator de teatro e televisão argentino. Formado como técnico electromecânico, estudou artes cênicas na Argentina e Brasil. Casado  com Lorena Merlino e pai de dois filhos - Valentina; e Lorenzo.

## Filmografia

### Televisão
| Ano  | Título                                | Papel            |
| ---- | ------------------------------------- | ---------------- |
| 2003 | Jamais Te Esquecerei                  | Thiago           |
| 2009 | Maysa: Quando Fala o Coração          | Miguel Azanza    |
| 2009 | Tudo Novo de Novo                     | Perillo          |
| 2010 | Dalva e Herivelto: uma Canção de Amor | Rick Valdez      |
| 2010 | Araguaia                              | Hector           |
| 2012 | Cheias de Charme                      | Alejandro Ortega |
| 2014 | La selección                          | Felipe de Souza  |
| 2014 | Viuvas e Hijas                        | —                |
| 2014 | Noche y día                           | Cirurgião        |
| 2014 | Guapas                                | Lucas            |
| 2016 | Amar, despues de amar                 | Jesus            |

### Internet
| Ano  | Título            | Papel        |
| ---- | ----------------- | ------------ |
| 2014 | Melones y Pepinos | Juan Claudio |